# RNF19A
E3 ubiquitina-proteína ligasa RNF19A es una enzima que en humanos está codificada por el gen RNF19A.
La proteína codificada por este gen contiene dos motivos RING-finger y un motivo IBR. Esta proteína es una ubiquitina ligasa E3 que se localiza en los cuerpos de Lewy (LB), inclusiones neuronales características de la enfermedad de Parkinson (EP).  Interactúa con UBE2L3 / UBCH7 y UBE2E2 / UBCH8, pero no con otras enzimas conjugadoras de ubiquitina. Se encuentra que esta proteína se une y ubiquitila a la sinfilina 1 (SNCAIP), que es una proteína que interactúa con la alfa-sinucleína en las neuronas y un componente principal de LB. Se han informado variantes de transcripciones empalmadas alternativamente que codifican la misma proteína.